# Leif Eriksson (fotbollsspelare)
Leif ”Chappe” Eriksson, född 20 mars 1942 i Köping, är en tidigare svensk fotbollsspelare och bandyspelare.
Leif började som fotbollsspelare i Köpings IS. 1960 värvades Leif Eriksson av Djurgårdens IF där han två gånger var med att bli svensk mästare. Blev 1966 utsedd till Stor grabb av Svenska Fotbollförbundet. 1969 övergick han till Örebro SK, och 1972 till OGC Nice. Blev 1973 utsedd till Frankrikes bästa spelare och övergick 1975 till SC Cannes, innan han avslutade sin fotbollskarriär 1976-1979 i IK Sirius.
Leif spelade 64 landskamper, varav 49 i A-landslaget.
Leif var också aktiv i bandy där han spelade med Djurgårdens IF och IK Sirius. Med Sirius blev han svensk mästare 1966.